# Renfrew (Ontario)
Renfrew es un pueblo canadiense situado en la provincia de Ontario.

## Superficie
Renfrew tiene una superficie de 12,81 km².

## Demografía
En 2021, tenía 8190 habitantes, una densidad poblacional de 639,3 hab./km², y 4117 viviendas.